# 威尼斯阿爾巴尼亞
威尼斯阿爾巴尼亞是指在1420年至1797年間，威尼斯共和國南部領土達爾馬提亞和斯庫台的歷史地區，但也歷過數次重大的領土變化。最初威尼斯阿爾巴尼亞主要是指今蒙特內哥羅南部和阿爾巴尼亞北部，屬於亞得里亞海沿岸和伊奧尼亞海伊庇魯斯地區。威尼斯阿爾巴尼亞以科托的領導人為首，形成獨立的行政區。在威尼斯共和國的領導下，威尼斯阿爾巴尼亞是戒備森嚴的沿海城鎮。
由於鄂圖曼帝國沿著亞得里亞海沿岸入侵巴爾幹半島，威尼斯阿爾巴尼亞便成為抵禦入侵的堡壘。1571年，阿爾巴尼亞和蒙特內哥羅南部地區遭到鄂圖曼帝國佔領。不過威尼斯共和國不願放棄對阿爾巴尼亞沿岸的領土主張，威尼斯阿爾巴尼亞便繼續用來指稱位於蒙特內哥羅沿岸、以科托灣為中心的地區，並持續由威尼斯統治。1797年，威尼斯共和國垮臺，威尼斯阿爾巴尼亞地區根據《坎波福爾米奧條約》移交給哈布斯堡王朝。